# Liebigova textilka
Liebigova textilka je bývalý průmyslový podnik v Raspenavě, městě na severu České republiky, v Libereckém kraji (přesněji v jeho Frýdlantském výběžku). Továrnu spolu v roce 1851 vybudovali Anton Richter, který již ve městě tkalcovnu vlastnil, a Johann Liebieg. Byla první mechanickou přádelnou česané příze a celá továrna nesla Liebiegovo jméno. Návrh stavby pocházel od Nicolase Schlumbergera z alsaského Guebwilleru, jenž do budované továrny dodal také spřádací stroje. Výroba v továrně započala roku 1852 se 600 vřeteny. Ovšem po deseti letech vzrostl jejich počet ze šesti set na 3860.
Během roku 1876 továrnu převzali Richterovi synové a přejmenovali ji na Lužskou přádelnu česané příze (německy Mildenauer Kammgarnspinnerei). Za jejich vedení získal areál závodu současnou podobu. Na přelomu 19. a 20. století pracovalo ve firmě více než tisíc zaměstnanců a za dalších deset let (roku 1910) se jejich počet téměř zdvojnásobil. Roku 1923 se firma změnila na akciovou společnost, v jejímž vedení stál Max Richter.
Během druhé světové války se v závodu vyráběly součástky leteckých motorů. Po znárodnění patřila továrna národnímu podniku Česana. Roku 1968 sice továrna vyhořela, ale po roce 1980 již opětovně vyráběla v rámci národního podniku Vlnap Nejdek. Na počátku 21. století je areál původního průmyslového závodu rozdělen mezi několik menších firem.